# Joseph François Dupleix
Pour les articles homonymes, voir Dupleix.
Joseph François Dupleix, né le 1er janvier 1697 à Landrecies et mort le 10 novembre 1763 à Paris, fut gouverneur de Pondichéry et commandant général des établissements français de l'Inde.

## Biographie

### Premières années au service de la Compagnie des Indes
Son père René François, un fermier général prospère devenu commissaire général de la Compagnie des Indes, souhaite qu'il devienne marchand et, pour le distraire de son goût pour la science, l'envoie voyager en Inde en 1715 sur l'un des vaisseaux de la Compagnie française des Indes orientales. Au service de cet employeur, il effectue plusieurs déplacements dans les Amériques et en Inde.
En 1720, il est nommé membre du Conseil supérieur de Pondichéry et commissaire des guerres. Il fait preuve d'un sens réel des affaires publiques, et il s'acquitte de ses fonctions avec un talent certain. Unissant le commerce à l'administration, il spécule habilement pour son compte et acquiert en peu de temps une grande fortune. 
En 1730, il est nommé superintendant des affaires françaises à Chandernagor, qu'il relève de sa ruine. Sous son administration énergique, la ville prospère et accroît son importance.

### Gouverneur de Pondichéry

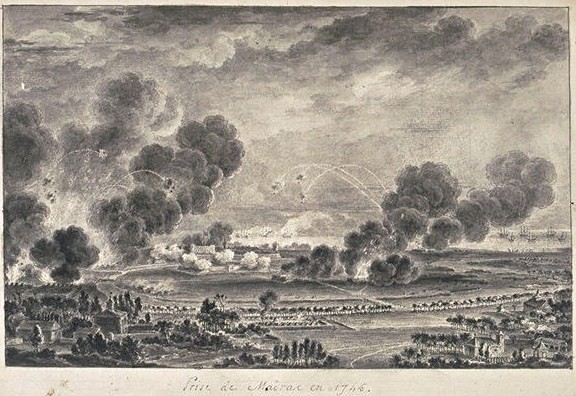
Le siège de Madras en 1746. La prise de la ville est une brillante victoire française de La Bourdonnais venu porter secours à Dupleix, mais les deux hommes se brouillent sur le sort de la ville.

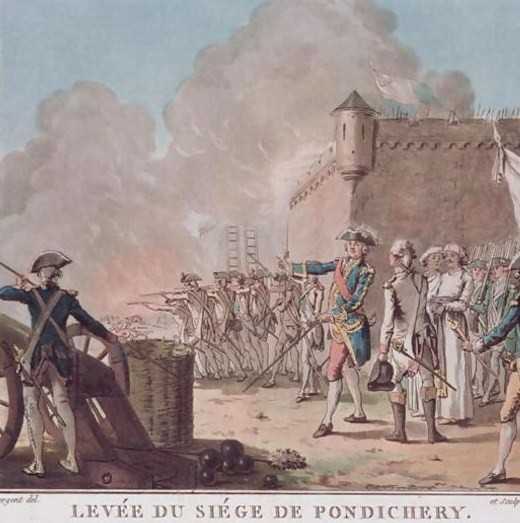
La fin du siège de Pondichéry en 1748. Attaquée par terre et par mer, la ville est défendue avec brio par Dupleix.

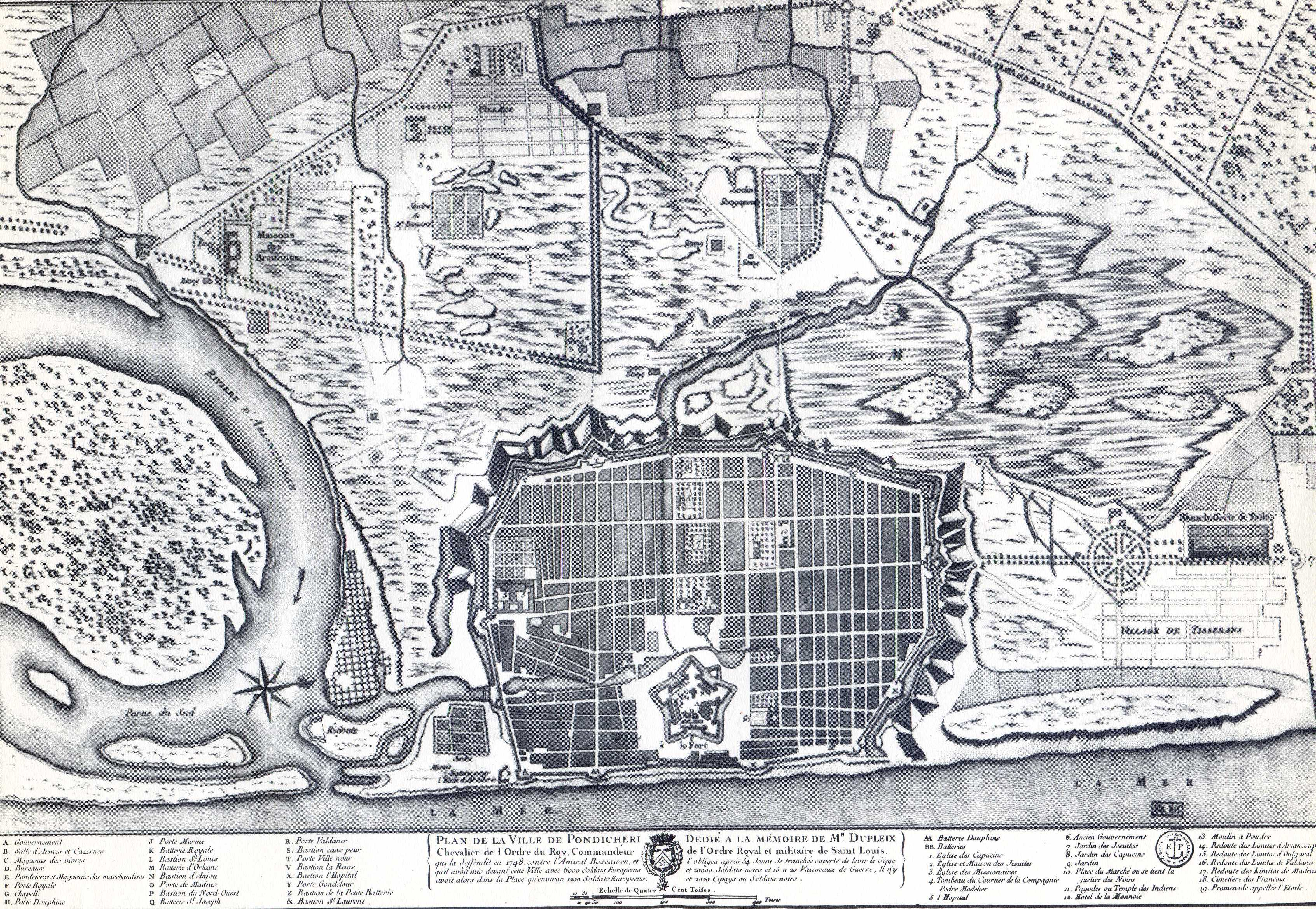
Plan de Pondichéry dédié à la mémoire de Dupleix.

Il obtient en 1742 le poste de gouverneur de Pondichéry et commandant général des établissements français de l'Inde. Les événements et son mariage avec une Indienne d'origine portugaise (Goa) l'incitent à entrer en relations avec les princes locaux, et il adopte un style de splendeur orientale, dans son costume et son cadre de vie.  
Les Britanniques en prennent ombrage. Mais le danger pour leur propre expansion et leur pouvoir en Inde est partiellement évité, en raison de la jalousie amère réciproque entre Dupleix et La Bourdonnais, gouverneur des Mascareignes. 
En 1746, La Bourdonnais débarque sur la côte de Coromandel après avoir repoussé l'escadre de Peyton, qui lui barrait la route. Il s'empare rapidement de Madras, dégageant ainsi Pondichéry de la menace anglaise, mais il se brouille avec Dupleix, au sujet du sort de la ville. La Bourdonnais, qui est un marin ayant une mentalité corsaire, veut rendre la ville aux Anglais contre rançon. Dupleix, plus «terrien» que son collègue de l'Île-de-France, veut éradiquer la présence anglaise dans le secteur, pour y préserver les intérêts français. Il refuse la transaction et fait raser Madras. La Bourdonnais, exaspéré, rentre sur les Mascareignes. 
Cette violente dispute prive Dupleix de son soutien naval, et empêche les Français d'obtenir une victoire complète en Inde, lors de ce conflit.
Dupleix envoie alors une expédition contre Fort St David (1747), qui est défaite dans sa marche par le nawab d'Arcot, l'allié des Britanniques. Dupleix réussit à vaincre le nawab, et à nouveau tente la capture du Fort St David, en vain. Une attaque à minuit sur Gondelour est repoussée, occasionnant de grandes pertes. Dans la guerre qui s'ensuivit, il montre courage et talent, et défend pendant 42 jours Pondichéry contre une flotte britannique, et contre une armée de terre. En 1748, Pondichéry est assiégé par les Britanniques, mais, au cours des opérations, des nouvelles arrivent, concernant la paix conclue entre les Français et les Britanniques à Aix-la-Chapelle.

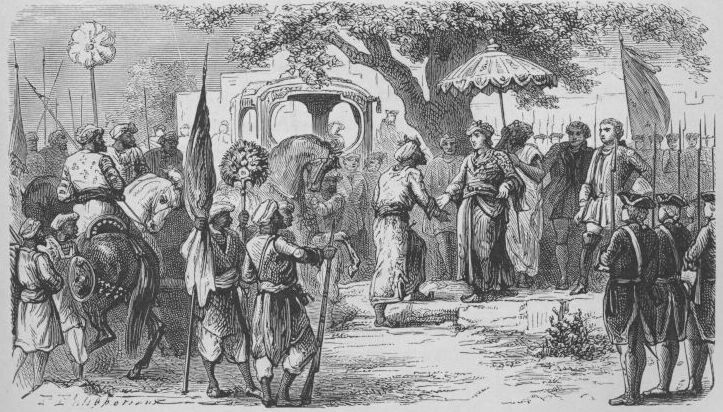

Dupleix entre ensuite dans des négociations, dont l'objet est l’assujettissement du sud de l’Inde. Il envoie des troupes importantes à l’aide de l’un des prétendants du Carnatic et du Deccan, Mouzaferzingue, remplacé à sa mort, sur proposition de Bussy, par son oncle Salaberzingue. Il prend aussi plusieurs places fortes, dont la forteresse de Gingi (1750). Les Britanniques, très inquiets, sont engagés du côté de leurs rivaux. 
Dupleix se fait céder, par un prince indien, qu'il avait placé sur le trône du Deccan, tout le territoire situé entre le Krichua et le cap Comorin, avec le titre de nabab. Fort de ses succès, il s'engagea dans une suite d'expéditions avec ses officiers, dont Bussy. La Compagnie française des Indes, dont il était l'agent, souffrait d'une incompréhension culturelle des Indes. Mais Dupleix était tellement craint de la compagnie anglaise des Indes qu'ils firent tout, pendant deux années, pour le faire rappeler à Paris.

### Renvoi en France et fin de vie
Ruiné par tant de guerres, les conflits entre les deux grandes puissances continuent en Inde jusqu'en 1754, quand les directeurs de la compagnie, sur la foi de rapports tronqués et d'espions anglais cherchant à renvoyer leur ennemi Dupleix, induisent à tort le gouvernement d'envoyer en Inde un commissaire spécial, Charles Godeheu, avec l'ordre de remplacer Dupleix et de le renvoyer en France. Ceci est fait sans consultation des officiers français sur place, à la surprise des Indiens de Pondichéry et à la grande joie des Anglais de Madras. 
La neutralisation de Dupleix est l'un des facteurs qui permet ensuite aux Anglais de lancer la guerre de Sept Ans, laquelle leur permet d'obtenir le reste de l'empire colonial français. Le ministre de Louis XV, Machault, fut le principal responsable de ce renvoi, pour tenter d'amadouer Londres et éviter un conflit. Cette manœuvre se révèle non seulement inutile, mais elle produit l'effet contraire. Ce qui restait du travail de Dupleix fut donc ruiné en un instant, et lui-même fut obligé d’embarquer pour la France, le 12 octobre 1754, à la grande joie des Anglais. 
Ce faisant, le champ libre était donné à l'Angleterre qui mit en place une politique de conquête, strictement copiée sur celle de Dupleix.
Dupleix passa le reste de sa vie à plaider contre la Compagnie, à laquelle il réclamait 13 millions de livres, qu'il avait avancés pour son service. Il y dépense le reste de sa fortune privée. La Compagnie des Indes refuse de reconnaître ses responsabilités. Le gouvernement ne veut rien faire pour un homme qu’il persiste à regarder comme un aventurier ambitieux[réf. nécessaire]. 
L'ancien « gouverneur français des Indes » Dupleix meurt dans l’oubli, l’indigence, la misère et l'humiliation le 10 novembre 1763 à Paris, rue des Capucines, sans avoir pu se faire rendre justice. Il avait publié peu avant sa mort un Mémoire qui fit grand bruit.

« J’ai sacrifié ma jeunesse, ma fortune, ma vie, pour enrichir ma nation en Asie. D’infortunés amis, de trop faibles parents consacrèrent leurs biens au succès de mes projets. Ils sont maintenant dans la misère et le besoin. Je me suis soumis à toutes les formes judiciaires, j’ai demandé contre le dernier créancier ce qui m’est dû. Mes services sont traités de fables, je suis traité comme l’être le plus vil du genre humain. Je suis dans la plus déplorable indigence. La petite propriété qui me rentait vient d’être saisie. Je suis contraint de demander une sentence de délai pour éviter d’être traîné en prison. »

Dupleix fut sorti de l'oubli sous le Second Empire, à partir de 1860, lorsque la France intervient en Indochine pour former un second empire colonial en Asie. Napoléon III rappelle ainsi que la France n'oubliait ni son passé asiatique, ni ce personnage vu comme héroïque, que Louis XV n'aurait a priori pas dû abandonner. Sous la Troisième République, entre 1881 et 1940, les manuels scolaires enseignent le parcours de Dupleix, et mentionnent les cinq comptoirs indiens encore détenus par la France : Surate, Pondichéry, Chandernagor (à 30km de Calcutta), Mahé (à 630km Pondichéry), Yanaon (1725) et Karikal (à 140km au sud de Pondichéry) .

## Dupleix et le «grand dessein» de créer un vaste empire en Inde
La croyance remontant au XIXe siècle voulait que Dupleix serait arrivé en Inde avec un « grand dessein », celui de créer un vaste empire français en Inde. Elle n'est pas retenue par certains historiens modernes, la plupart n'ayant pas voyagé en Inde. Alfred Martineau souligne que l’idée de constituer dans l’Inde une sorte d’empire colonial, Dupleix « ne l’eut à aucun moment jusqu’à l’année 1749 » soulignant que cette vision allait découler moins d’une politique définie à vue lointaine, que d’événements se succédant au gré du hasard des batailles. Pour un historien plus récent, tel Philippe Haudrère, Dupleix n'eut pas même la vision d'un empire français en Inde. L’action des Français et de Dupleix, dit-il, « ne fut en aucun cas la première étape de l’installation d’une colonie, même d’un protectorat » ; il s’agissait plutôt de dresser une sorte de « glacis » protecteur autour de Pondichéry et des autres établissements français.

## Famille
En 1741, il épouse Jeanne Albert de Castro, veuve de l’un de ses amis, Jacques Vincent, conseiller de la compagnie. Cette belle et intelligente métisse portugaise, catholique, au fort caractère, est connue par les Indiens comme « Joana Begum » et se montre d’une grande utilité pour son époux dans les négociations avec les princes locaux. De son premier mariage, elle eut notamment une fille, mariée au gouverneur de Madras Jacques Duval d'Eprémesnil et mère de Jean-Jacques Duval d'Eprémesnil ; une autre à Frans de Schonamille, directeur de la Compagnie ; une autre au marquis Louis Hercule de Montlezun (qui épousera en secondes noces la fille de Bertrand-François Mahé de La Bourdonnais) ; et une autre à François de Barnewall, membre du Conseil de Madras. Elle meurt en 1756. 
Dupleix se remarie en 1758 avec Claude Thérèse de Chastenay de Lanty, fille du marquis de Lanty. Leur fille épousera le marquis de Valori.
Son frère, Charles-Claude-Ange, fermier général, sera peint par Hyacinthe Rigaud en 1738 et sa belle-sœur, Jeanne-Henriette de Laleu, par Jean-Marc Nattier.

## Honneurs et postérité

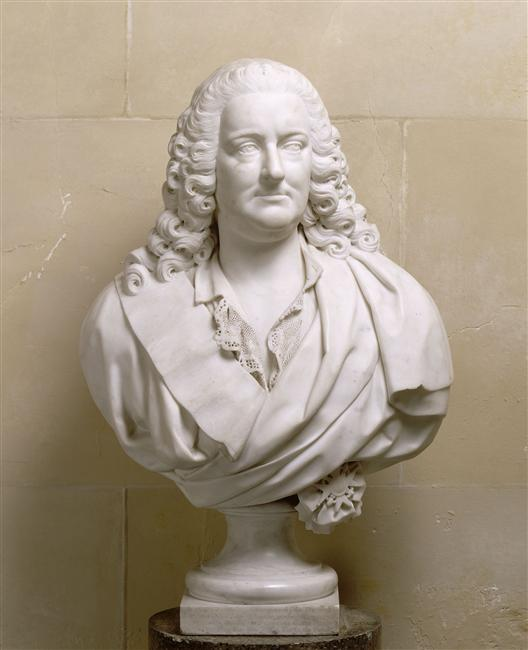
Buste de Dupleix.

### Bâtiments de la Marine nationale française
Plusieurs bâtiments de la Marine nationale française sont nommés d'après Joseph François Dupleix :
- Dupleix, une ancienne corvette à vapeur française lancée en 1862
- Dupleix, un ancien paquebot français lancé en 1862
- Dupleix, un ancien paquebot français lancé en 1897
- Dupleix, un croiseur cuirassé lancé en 1900
- Dupleix, un croiseur lourd de classe Suffren, sabordé à Toulon en 1942.
- Dupleix, une frégate lancée en 1978 et désarmée en 2015.

### Lieux
- Dupleix, station du métro de Paris sur la ligne 6, située dans le 15e arrondissement de Paris
- La rue Dupleix et la place Dupleix sont deux voies publiques du 15e arrondissement de Paris
- Musée Dupleix de Landrecies
- Ancienne Route Dupleix (aujourd'hui An fu lu) à Shanghai
- Lycée Dupleix : un lycée dans la petite commune de Landrecies dans le Nord de la France
- Un boulevard à Quimper et une rue à Brest porte le nom Dupleix

## Écrits
Joseph François marquis Dupleix, Memoire Pour Le Sieur Dupleix Contre La Compagnie Des Indes: Avec Les Pieces Justificatives, Leprieur, 1759 [lire en ligne]

### Sources et bibliographie
: document utilisé comme source pour la rédaction de cet article.
- Marie-Nicolas Bouillet  et Alexis Chassang (dir.), « Joseph François Dupleix » dans Dictionnaire universel d’histoire et de géographie, 1878 (lire sur Wikisource)
- Philippe Haudrère et Gérard Le Bouëdec, Les Compagnies des Indes, Éditions Ouest-France, 2010
- André Zysberg, Nouvelle Histoire de la France moderne, t. 5 : La monarchie des Lumières, 1715-1786, Point Seuil, 2002
- Prosper Cultru, Dupleix : ses plans politiques ; sa disgrace, Paris, Hachette & Cie, 1901 (lire en ligne)
- Collectif, Dupleix, Slatkine, 464 p. (lire en ligne)
- Eugène Guénin, Dupleix : d'après des documents inédits, tirés des archives publiques ou privées de France et d'Angleterre, Paris, Hachette, 1908 (OCLC 12482944)
- Marquis de Nazelle, Dupleix et la défense de Pondichéry (1748) : d'après des documents inédits et les archives de la famille de Dupleix, Paris, Champion, 1908, XXI-448 p.
- Pierre de Vaissière, Dupleix, Plon, 1931
- Léon Moreel, Dupleix, marquis de fortune et conquérant des Indes, 1697-1763, Éditions Le Port de Dunkerque, 1963
- Marc Vigié, Dupleix, Paris, Fayard, 1993, 616 p. (ISBN 2-213-03016-2)
- Abel Clarin de La Rive, Dupleix : ou, Les Français aux Indes orientales, Lille, Desclée, de Brouwer & Cie, 1888, 242 p. (lire en ligne)
- Judith Gautier, Dupleix, 1913
- Alfred Martineau, Dupleix : sa vie et son œuvre, Société d'éditions géographiques, maritimes et coloniales, 1931
- Dupleix : d'après sa correspondance inédite ; un essai d'Empire français dans l'Inde au dix-huitième siècle, Plon
- Chrétien César Auguste Dehaisnes, Dupleix : notes biographiques et historiques, par Mg. Dehaisnes, L. Quarré, 1888

### Archives
Les Archives nationales (France) conservent les pièces le concernant, notamment :
- Dépôt par Bonaventure Denis François Guyot de La Pommeraye, avocat au Parlement, de diverses pièces dont celles de Joseph François Dupleix décédé le 10 novembre 1763. MC/ET/LXXI/77, 6 mai 1787.
- Procuration donnée par Charles Jean Marie de Valory, maître de camp, demeurant rue Bergère, paroisse Saint-Eustache, et son épouse, à la dame Dupleix, leur mère et belle-mère. MC/ET/LXXI/103, 9 avril 1791.
- Procuration donnée par Claude Thérèse Chastenay de Lanty, veuve de Joseph François Dupleix, demeurant rue de Mirabeau, paroisse de la Madeleine, à Louis Antoine Mousset de La Boullaye. MC/ET/LXXI/103, 7 mai 1791.
- Notoriété d’hérédité d’Adélaïde Louise Jeanne Joséphine Dupleix, épouse de Charles Jean Marie Valory, maître de camp, décédée à Brunswick le 13 juillet 1795 sans laisser d’inventaire et laissant comme héritiers ses enfants mineurs Hélène Henriette Marie Thérèse Valory, Célestine Henriette Valory et François Louis Dieudonné Valory. MC/ET/LXXI/136, 6 germinal an IX (27 mars 1801).
- Dépôt par Michel Sébastien Denis, demeurant rue et division du Mail, du procès-verbal de l’avis des parents pour la nomination d’un tuteur pour les enfants mineurs de Charles Jean Marie Valory et de défunte Adélaïde Louise Jeanne Joséphine Dupleix. MC/ET/LXXI/136, 27 germinal an IX (17 avril 1801).
- Dépôt par Jean Charbonnier, demeurant rue de la Perle, division de l’Indivisibilité, de l’acte de décès en latin et en allemand avec une traduction en français faite par Charles Villette, interprète, de Claude Thérèse de Chastenay de Lanty, veuve de Joseph François Dupleix, gouverneur des colonies française en Inde, décédée le 30 août 1799, âgée de 66 ans environ. MC/ET/LXXI/136, 14 thermidor an IX (2 août 1801).
- Dépôt par Louis Antoine Mousset de La Boullaye, demeurant rue et division du Mail, fondé de la procuration de Charles Guy Louis Valory, demeurant ordinairement à Nemours des pièces suivantes : extrait sur parchemin des registres du conseil d’État en date du 27 mars 1791 concernant la succession de Joseph François Dupleix, gouverneur de Pondichéry, en Inde ; extraits de l’inventaire après décès de Joseph François Dupleix, à la requête de Claude Thérèse de Chastenay de Lanty, sa veuve, en date du 22 novembre 1763 et jours suivants ; expédition d’un jugement rendu par le tribunal de première instance du département de la Seine relatif à la succession de Joseph François Dupleix. MC/ET/LXXI/137, 19 frimaire an X (10 décembre 1801).